# Otto Kuhn
Otto Kuhn (* 29. März 1896 in Stuttgart; † 12. Februar 1978 in Göttingen) war ein deutscher Zoologe und Hochschullehrer sowie Rektor der Universität zu Köln.

## Leben
Kuhn begann nach Ablegung der Reifeprüfung an der Universität Tübingen 1914 ein Biologiestudium. Das Studium unterbrach er kurz darauf, da er durchgehend am Ersten Weltkrieg teilnahm. Im Rang eines Leutnants der Reserve wurde er aus der Armee entlassen. Nach Kriegsende schloss er sich dem Freikorps „Freiwilligenabteilung Sproesser“ an, mit dem er unter anderem an der Niederschlagung des Ruhraufstandes teilnahm. Er nahm in Tübingen sein Studium wieder auf und wurde 1922 dort bei Friedrich Blochmann zum Dr. rer. nat. promoviert. Anschließend war er als Assistent am Zoologischen Institut der Universität Göttingen unter Alfred Kühn tätig, wo er sich 1928 habilitierte und anschließend als Privatdozent wirkte.
1932/33 gehörte Kuhn dem SS-Fliegersturm an und trat nach der Machtergreifung der Nationalsozialisten zum 1. Mai 1933 der NSDAP bei (Mitgliedsnummer 2.610.985). In Göttingen wurde er 1934 zum nebenamtlichen außerordentlichen Professor ernannt. Nachdem Kuhn im Wintersemester 1934/35 eine Lehrstuhlvertretung an der Universität zu Köln wahrgenommen hatte, folgte 1935 auf Betreiben des Reichsministers Bernhard Rust der Ruf auf den Lehrstuhl für Zoologie und vergleichende Anatomie der Universität zu Köln. Sein Vorgänger Ernst Bresslau war 1933 als Jude aufgrund des Berufsbeamtengesetzes aus dem Hochschuldienst entlassen worden.
Seit Oktober 1935 leitete Kuhn die Zentralstelle wehrwissenschaftlicher Arbeitsgemeinschaften an der Universität Köln. 1937/38 war er Dekan der Philosophischen Fakultät und von November 1938 bis April 1942 Rektor der Universität zu Köln. Der Nationalsozialist Kuhn postulierte in seinen Rektoratsreden nicht nur die wissenschaftliche, sondern auch die „weltanschauliche“ Führung der Kölner Universität und forderte die Aufnahme der Universität in das SS-Ahnenerbe. Kuhn schied infolge von andauernden Konflikten mit Gauleiter Josef Grohé aus dem Rektorenamt. Kriegsbedingt lief ab 1942 die Forschung an seinem Institut wegen Bombenschäden nur noch eingeschränkt. Ab 1942 diente er schließlich als Major der Luftwaffe in der Fliegerhorstkommandantur Köln-Butzweilerhof.
Nach der Befreiung vom Nationalsozialismus wurde Kuhn 1945 vom Hochschulamt zunächst freigestellt, konnte jedoch 1949 auf seinen Kölner Lehrstuhl zurückkehren, nachdem er im Spruchkammerverfahren als „entlastet“ (Kategorie V) eingestuft worden war. Er wurde 1964 emeritiert und leitete anschließend noch zwei Jahre das Zoologische Institut.
Seine Forschungsschwerpunkte lagen in der Analyse der Farbmuster und Federentwicklung bei Vögeln sowie der Sinnesleistung der Fische. Darüber hinaus beschäftigte er sich mit weiteren Fragestellungen der vergleichenden Anatomie.

## Schriften (Auswahl)
- Die Facettenaugen der Landwanzen und Zikaden. Springer, Berlin 1926 (In: Zeitschrift f. Morphol. u. Ökol. d. Tiere. Abt. A. d. Zeitschrift f. wiss. Biologie. Bd. 5; zugleich naturwissenschaftliche Dissertation an der Universität Tübingen 1922).